# Mirosław Szumiło
Mirosław Piotr Szumiło (ur. 28 czerwca 1975 w Parczewie) – polski historyk, profesor nauk humanistycznych, nauczyciel akademicki Uniwersytetu Marii Curie-Skłodowskiej w Lublinie.

## Życiorys
Ukończył LO w Ostrowie Lubelskim, a następnie studia historyczne na Uniwersytecie Marii Curie-Skłodowskiej w Lublinie (1999). Stopień naukowy doktora uzyskał w 2004 na tej samej uczelni na podstawie rozprawy pt. Ukraińska Reprezentacja Parlamentarna w Sejmie i Senacie RP (1928–1939), podobnie jak stopień doktora habilitowanego (2015). W 2024 otrzymał tytuł profesora nauk humanistycznych.
Pracuje w Zakładzie Historii Społecznej XX wieku w Instytucie Historii UMCS. Zajmuje się stosunkami polsko-ukraińskimi w XX wieku, elitami władzy w PRL, ustrojem komunistycznym w Polsce. Autor książki Roman Zambrowski 1909–1977. Studium z dziejów elity komunistycznej w Polsce, wyróżnionej nagrodą KLIO II stopnia w kategorii monografii naukowej. W 2015 książka ta została nominowana do Nagrody Historycznej im. Kazimierza Moczarskiego. Uniwersytet Marii Curie-Skłodowskiej przyznał nagrodę literacką im. Jerzego Giedroycia za rok 2016 również tej publikacji.
Pracuje także w Wydziale Historii Polski w latach 1945–1990 Biura Badań Historycznych Instytutu Pamięci Narodowej w Warszawie. W latach 2016–2017 był dyrektorem tego Biura.
Publikuje artykuły popularnonaukowe na łamach czasopism: „W Sieci”, „Pamięć.pl”, „Gazeta Polska” i „Historia Do Rzeczy” oraz na portalu internetowym historia.org.pl.
Jest członkiem Polskiego Towarzystwa Historycznego, Towarzystwa Nauki i Kultury „Libra”, Niezależny Samorządny Związek Zawodowy „Solidarność” i Stowarzyszenie Kuźnia Patriotyczna, Członek Klubu Inteligencji Katolickiej im. prof. Czesława Strzeszewskiego w Lublinie. Jest sekretarzem zarządu Akademickiego Klubu Obywatelskiego im. Prezydenta Lecha Kaczyńskiego w Lublinie. W 2015 został honorowym członkiem Stowarzyszenia Studenci dla Rzeczypospolitej.
W 2020 został odznaczony Brązowym Krzyżem Zasługi.

## Wybrane publikacje
- Antoni Wasyńczuk 1885–1935. Ukraiński działacz narodowy i polityk, Lublin: Wydawnictwo Uniwersytetu Marii Curie-Skłodowskiej 2006.
- Ukraińska Reprezentacja Parlamentarna w Sejmie i Senacie RP (1928–1939), Warszawa: Wydawnictwo Neriton 2007.
- (współautor: Zbigniew Zaporowski), NSZZ „Solidarność” Uniwersytetu Marii Curie-Skłodowskiej w latach 1980–1981, Lublin: Wydawnictwo Uniwersytetu Marii Curie-Skłodowskiej 2011.
- (redakcja) Rok 1920. Wojna i polityka, pod red. Mirosława Szumiło, Lublin: Wydawnictwo Uniwersytetu Marii Curie-Skłodowskiej 2011.
- (redakcja) Parczew w dziejach: na królewskim szlaku historii, pod red. Mirosława Szumiło, Parczew: Miejsko-Gminna Biblioteka Publiczna 2014.
- Roman Zambrowski 1909–1977. Studium z dziejów elity komunistycznej w Polsce, Warszawa: Instytut Pamięci Narodowej – Komisja Ścigania Zbrodni przeciwko Narodowi Polskiemu 2014.
- (redakcja) Elity komunistyczne w Polsce, pod red. Mirosława Szumiły i Marcina Żukowskiego, Warszawa: Instytut Pamięci Narodowej – Komisja Ścigania Zbrodni przeciwko Narodowi Polskiemu – Lublin: Wydawnictwo Uniwersytetu Marii Curie-Skłodowskiej 2015.
- „Realizm” polityczny w kierownictwie PZPR – płaszczyzny i interpretacje, „Politeja” 2013, nr 3 (25), s. 33–49[12].
- Kierownictwo Polskiej Partii Robotniczej (1945–1948) – portret historyczno-socjologiczny, „Kwartalnik Historyczny” 2014, nr 2, s. 287–318.
- Gierek Droga do władzy, Dom Wydawniczy Księży Młyn 2023, s.400.